# Boda, Järnskog
Boda, Järnskogsboda eller Östra Boda är ett hemman i Järnskogs socken, Eda kommun. 

## Historia
I Boda fanns fram till 1985 en hållplats vid Dal-Västra Värmlands järnväg (DVVJ). År 1858 påträffades ett förgyllt dräktspänne i silver, 1860 och 1864 påträffades på samma plats två hängsmycken under plöjning.